# Angöringsfyr

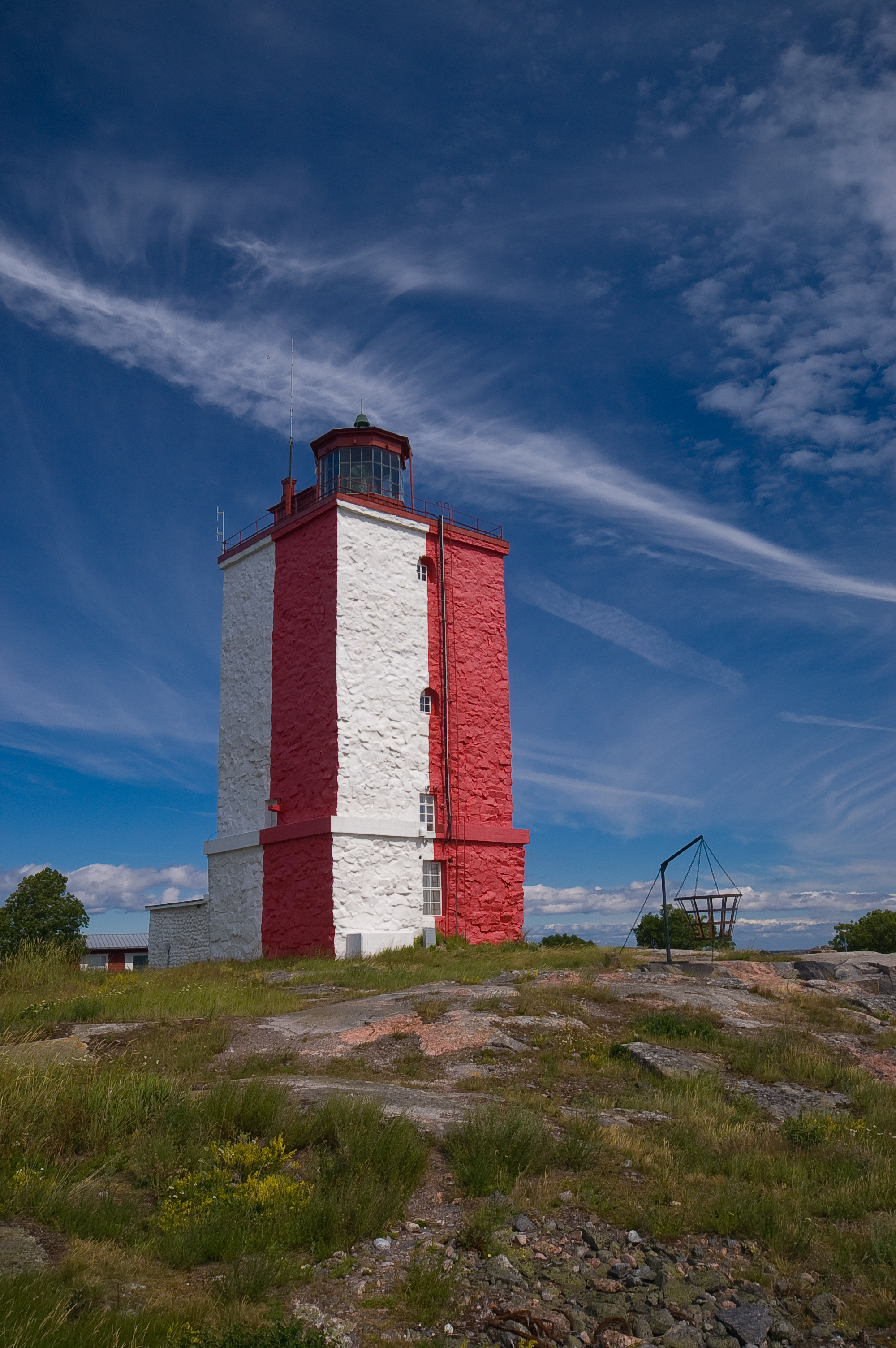
Utö fyr, som markerar infarten till Åbo. Fyrljuset är på en höjd av 39,6 m ö.h. och kan ses på 26,5 M avstånd.

En angöringsfyr är en fyr som är ämnad till angöring, alltså för att när man kommer från öppet hav kunna bestämma sin position innan man hamnar i farliga vatten. Således är de oftast belägna utanför mynningen på större farleder, men det finns även exempel på angöringsfyrar som står på land. Hoburgs fyr på Gotland är en fyr som måste betraktas som angöringsfyr då den syns från mycket långt avstånd, 27 sjömil, och markerar det viktiga landmärket Gotlands södra udde. Långe Jan på Ölands södra udde och Hjortens udde i västra Vänern är några andra exempel på angöringsfyrar på land. 
Generellt kan sägas att en fyr som väljs av ett flertal navigatörer som landmärke på väg in mot land är en angöringsfyr. Det finns nu för tiden mycket få övriga av människan skapade angöringsmärken i Sverige. Båkar var tidigare dominerande och har i de flesta fall ersatts av fyrar, men viktig idag är till exempel Arholma Båk i Roslagen, Uppland. Andra angöringsmärken av intresse är målade fläckar på klippor, ofta privata eller militära och därför inte utsatta på sjökort.
För den del av fritidsbåtsflottan som saknar GPS är fyrarnas karaktär av intresse. Dessa är valda med prioritet över alla andra sjömärken i området och är således mycket lätt identifierbara. På grund av detta väljer en del båtar att angöra nattetid då fyrarna är lättare att urskilja mot bakgrunden och därigenom i praktiken upptäcks på längre avstånd.
I och med GPS:ens spridning  har angöringsfyrarnas betydelse minskat drastiskt, då de flesta av dem inte gör mer än att leda in båtar till land. Jämför med ledfyrar, som har högre precision i smala leder och markerar grund och dylikt. Eftersom angöringsfyrar är de största och bara har funnits till för att identifieras är många av dem vackra konstruktioner. Med anledning av detta finns det i dag ett antal olika intresseföreningar som i olika utsträckning tar hand om släckta fyrar.
En grov uppskattning är att det i Stockholms skärgård, mellan Landsort och Arholma, finns några tiotal fyrar som kan klassas som angöringsfyrar. Öland och Gotland har vardera ett par och längs ostkusten i övrigt finns angöringsfyrar utanför städer.